# Андрей Попов (филолог)
Андрей Николаевич Попов е руски палеославист, археограф и изворовед.
Той е възпитаник на Московския университет, ученик на Осип Бодянски, екстраординарен профессор в Лазаревския институт, секретар на Московското общество по история и древности, почетен доктор по руска словесност (от Московския университет), член-кореспондент на Академията на науките.
Научните му интереси са насочени към историята на старите славянски литератури и към средновековните ръкописи. Обнародва редица ценни паметници на старата българска литература, подготвени от него, и довършва подготовката на издания на паметници, върху които е работил Осип. Бодянски.